# زیگفرید واگنر
زیگفرید واگنر (انگلیسی: Siegfried Wagner; ۶ ژوئن ۱۸۶۹ – ۴ اوت ۱۹۳۰) آهنگساز، رهبر (موسیقی)، و نویسنده اهل آلمان بود.